# 2002年鹽水爆竹廠爆炸事件
2002年鹽水爆竹廠爆炸事件，是一起2002年2月25日晚間發生在臺灣臺南縣鹽水鎮的爆炸事故，該事故導致爆炸地點方圓100公尺內建物悉被夷為平地，並造成6人死亡、1人失蹤。

## 事件經過

### 發生前
2002年元宵節前，一座位在鹽水鎮的爆竹工廠被以「經營花圈」名義在縣政府完成合法登記；該工廠位在鹽水鎮下中里34號、四周被玉米田包圍。
爆炸發生前，爆竹工廠內存有硝化甘油、火藥等製造高空煙火的材料。

### 爆炸
2002年2月25日17時45分，該爆竹工廠突然發生爆炸；爆炸威力瞬間將爆竹工廠與方圓100尺內的玉米田夷為平地，緊鄰的一間鐵皮屋倉庫也被炸掉約三分之一，其震波更將200公尺外下中里46號社區內十多戶住家門窗玻璃震碎，爆竹工廠、倉庫的鐵皮和機具等碎裂物飛噴散落在附近甘蔗園內或掛在電纜線上。當時，爆炸所發出的巨響至少傳到數公里外的鹽水鎮市區和義竹鄉市區。隨後，現場燃起大火並冒出濃煙。

### 搜救
接獲報案後，當地消防局動員各式消防車20部、八十多位警察與消防人員和義消前往灌救，鄰近的嘉義縣消防局也增援救護車和多位消防人員，民間救難團體同時出動三十多人前往協助。
火勢在滅火行動展開不久後被撲滅，但屍塊在50公尺外玉米田內開始被發現。隨後，近120位搜救人員徹夜在爆炸現場方圓200公尺範圍內，將之分成九個區域逐一搜尋失蹤者下落；在深夜時，搜救者已尋得五袋屍塊，其中一袋屬於兒童、四袋屬於成人，多為殘缺的手、腳、上半軀幹，難以辨識其身分。
2月26日，檢察官前來偵查案發原因；死者身分也準備進行DNA比對確認。

### 政治人物反應
臺南縣長蘇煥智在獲知消息後自國外趕回。在爆炸當晚獲知消息後，內政部長余政憲隨即指示其相關業務幕僚聯繫各縣市政府，要求其對爆竹、煙火等易燃物品加強管制，並呼籲其對違反規定私設工廠及不符勞工安全衛生規定者加強取締並依法移送偵辦；同時，他也強調將追究事件相關單位責任。總統府公共事務室在爆炸後當晚發布緊急通知，表示總統陳水扁取消原訂隔日晚上九點參加鹽水蜂炮活動行程。

## 外部連結
- 質詢案件管理查詢系統結果清單 - 行政院（页面存档备份，存于）
- 環保工安記事 - 豐泰基金會（页面存档备份，存于）

### 延伸閱讀
- 國立交通大學機構典藏- 交通大學（页面存档备份，存于）
- 高雄市政府103 年度研究發展成果報告中華民國一 三年九月三十日